# 矢野かずき
矢野 かずき（やの かずき、1957年12月29日 - ）は、パントマイム俳優。立命館大学法学部卒業。特定のプロダクションには所属していない。
在タイ歴は20年以上と長く、滞在のきっかけは外務省よりカンボジア難民調査員として派遣、在タイ日本国大使館領事部へ籍を置き活動。帰国後、劇団JVC（日本国際ボランティアセンター）に所属しパントマイムを主に演劇活動を開始。再びタイへ渡り、様々な職歴を経て現在に至る。

## 客演
- 1996年／「アジアマイムフェスティヴァル」（於日本）
- 1997年／「パントマイム・イン・バンコク」初参加
- 2000年／「国際クラウンフェスティバル」韓国・利川（イチョン）
- 2005年／「MIME ACT LIVE」プリディパノムヨン劇場（バンコク）
- 2009年／二人芝居「サラリーマン忍者」タイ国日本人会主催 AUA公演、田舎っぺ笑劇場
- 2009年／二人芝居「上演許可 否（原作は三谷幸喜の笑の大学）」チョンブリ・ラヨーン日本人会(CRJA)主催、（ANA提供）

## 映画
- トカゲ女／2004年　英題：Lizard Woman　マーノップ・ウドムデート監督（エイベックス・エンタテインメント／トルネード・フィルム配給）
- 早春譜/2007年 英題：Seasons Change　ニティワット・タラートン監督
- キング・ナレスワン/2007年 英題：The Legend of King Naresuan  チャートリーチャルーム・ユコン監督
- バンコク・トラフィック・ラブ・ストーリー/2009年　英題：Bangkok Traffic Love Story　アディソン・トリーシリカセーム監督

## 著書
- 難民キャンプのパントマイム／めこん社

## コラム
- DACO巻頭コラム「街が呼んでいる」不定期掲載

## 関係のある人物
- 中村有志／「YANO MIME LIVE（2002年）」公演の際に激励のメッセージを送ったパントマイムタレント。
- 橋田信介／追悼公演「もがれ晴明（2004年）」プリディ・パノムヨン劇場にて上演。
- 北本崇人／在タイ俳優。映画や舞台等で多数共演。
- 宮内靖彦（ペロン・ヤス）／在タイ俳優。矢野が嘗て主催していた「劇団サザン天都」に所属。吉本総合芸能学院出身。
- 岡田桂／在タイ女優。Yano Act Laboに属し「上演許可（否）」等 舞台共演。創価学会芸能部員で岡本夏生の元付き人。
- 斉藤華乃（KANO）／在タイ女優。元「WASABI-MAN」のメンバーで「MIME ACT LIVE - ウェイバックマシン（2016年3月4日アーカイブ分）（2005年）」ほか、映画や舞台で多数共演。
- ヨコスカ潮谷／在タイ俳優。元「WASABI-MAN」のメンバー。高瀬道場バンコク支部代表。
- 佐野ひろ／在タイ俳優。元「WASABI-MAN」のメンバー。
- 白石昇／タイ南部の津波被災孤児救済チャリティイベントに現地参加。
- 林達雄／アフリカ日本協議会代表。
- 瀬戸正夫 - ウェイバックマシン（2016年3月4日アーカイブ分）／朝日新聞社アジア總局顧問。矢野の舞台写真を数多く撮影。
- 谷川祥吾／2006年からタイで演劇活動を開始。矢野と舞台公演を頻繁に共演。